# Engelhard (Caroline du Nord)
Pour les articles homonymes, voir Engelhard.
Engelhard est une census-designated place située dans le comté de Hyde, dans l’État de Caroline du Nord, aux États-Unis. Sa population s’élevait à 445 habitants lors du recensement de 2010. Engelhard, une communauté de pêcheurs, n’est pas incorporée.

## Démographie
| 2000 | 2010 | - | - | - | - |
| ---- | ---- | - | - | - | - |
| 432  | 445  | - | - | - | - |

## Source
- (en) Cet article est partiellement ou en totalité issu de l’article de Wikipédia en anglais intitulé « Engelhard, North Carolina » (voir la liste des auteurs).